# Clinopodium nummulariifolium
Clinopodium nummulariifolium là một loài thực vật có hoa trong họ Hoa môi. Loài này được (Boiss.) Kuntze mô tả khoa học đầu tiên năm 1891.